# Stollé-Synthese
Die Stollé-Synthese ist eine nach dem Chemiker Robert Stollé benannte Methode zur chemischen Synthese von Indol-Derivaten. Dazu werden Arylamine (z. B. Anilin) mit  α-halogenierten Carbonsäurechloriden oder Oxalylchlorid umgesetzt. Das dabei entstehende α-halogenierte Arylamid wird durch Umsetzung mit Aluminiumtrichlorid cyclisiert, eine Reaktion die einer innermolekularen Variante der Friedel-Crafts-Alkylierung bzw. der Friedel-Crafts-Acylierung entspricht.